# Kampmann
Kampmann er en dansk slægt.

## Kendte medlemmer
- Anne Kampmann (født 1946) – dansk-norsk maler
- Christian Kampmann (arkitekt) (1890-1955) – dansk arkitekt (Christian Peter Georg Kampmann)
- Christian Kampmann (1939-1988) – dansk forfatter (Christian Peter Georg Kampmann)
- Christian J. Kampmann (1858-1937) – dansk grosserer og godsejer (Christian Johannes Kampmann)
- Erik Kampmann (1880-1942) – dansk fængselsdirektør (Erik Pontoppidan Kampmann)
- Hack Kampmann (politiker) (1813-1878) – dansk politiker, medlem af Folketinget
- Hack Kampmann (1856-1920) – dansk arkitekt og kgl. bygningsinspektør
- Hans Jørgen Kampmann (1889-1966) – dansk arkitekt
- Harald Kampmann (1913-1971) – dansk landsretssagfører
- Henrik Kampmann (1750-1828) – dansk præst og forfatter
- Jack Kampmann (egentlig Ebbe Willemoes Kampmann) (1914-1989) – dansk maler
- Jens Kampmann (født 1937) – dansk minister
- Lisette Kampmann (født 1924) – dansk maler og tekstiltrykker
- Martin Kampmann (født 1982) – dansk MMA-udøver
- N.Ø. Kampmann (1843-1914) – dansk herredsfoged (Niels Ølgaard Kampmann)
- Per Kampmann (1892-1959) – dansk ingeniør (Christian Peter "Per" Georg Kampmann)
- Tage Kampmann (født 1918) – dansk skolemand
- Tage H. Kampmann (1898-1971) – dansk landsretssagfører (Tage Hachsen Kampmann)
- Viggo Kampmann (1910-1976) – dansk statsminister (Olfert Viggo Fischer Kampmann)

### Kampman
- Aaron Allan Kampman (født 1979 i Cedar Falls), en amerikansk football-spiller